# إديث وارتون
إديث وارتون /ˈiːdɪθ ˈhwɔːrtən/ (بالإنجليزية: Edith Wharton)‏ (و. 1862 – 1937 م) كاتبة وروائية، ومؤلفة ومصممة أمريكية، ولدت في نيويورك في أسرة تتمتع بثروة ونفوذ واسع، وتوفيت في فرنسا، حازت على جائزة بوليتزر للقصص الخيالية و غير الواقعية، ورشحت لجائزة نوبل للآداب في 1927 و1928 و1930. سمح لها مركز عائلتها الاجتماعي التعرف على شخصيات مشهورة، وعلى أدباء عصرها، بدأت وارتون نشاطها الأدبي مبكراً، ففي سن الثامنة عشر كانت قد كتبت رواية قصيرة، ونشرت قصائدها في بعض المجلات، بلغ عدد رواياتها أكثر من عشرين رواية، وبالإضافة إلى ذلك نشرت ثلاث مجموعات شعرية، وما يزيد عن خمس وثمانين قصة قصيرة.
أتاح لها ثراء عائلتها الكتابة عن مجتمع الطبقة الأرستقراطية من الداخل، حيث تعطي روايتها عصر البراءة ـ وبنظرة نقدية ـ صورة للمجتمع الأرستقراطي في مدينة نيويورك إبان القرن التاسع عشر.

## السيرة الذاتية

### بداية حياتها وزواجها

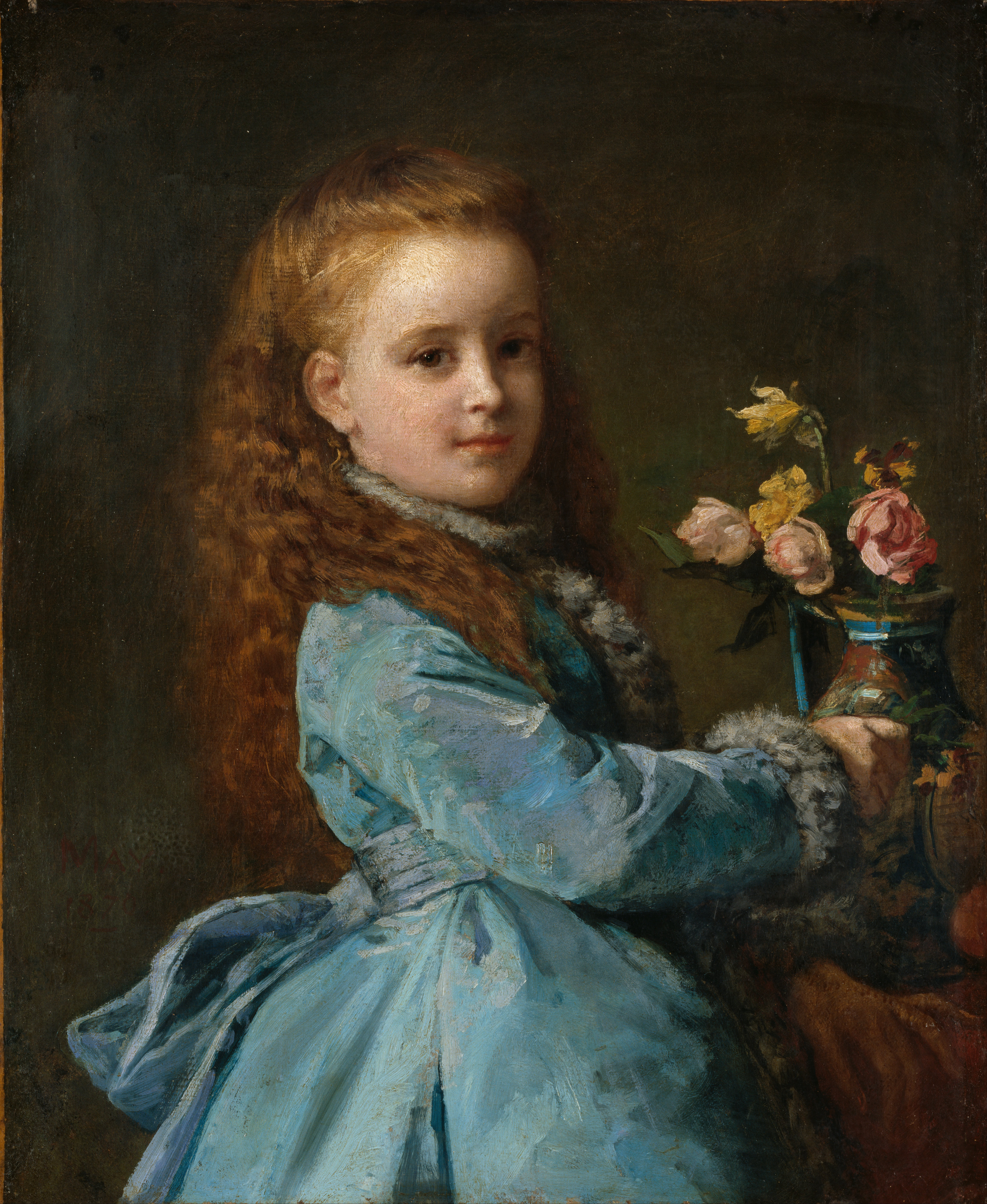
وارتون كفتاة،. إدوارد هاريسون مايو (1870)

ولدت اديث وارتون ك«إديث نيوبولد جونس» من والدها جورج فريدريك جونس، ووالدتها لوكريشا ستيفينس رينلادندر، في بنايتهم بشارع الثالث والعشرون غرب 14 بمدينة نيويورك. لديها أخوين أكبر سنًا وهما فريدريك رينلاندر والذي يبلغ السادسة عشر وهينري إدوارد والذي يبلغ السابعة. عمدت في 20 من أبريل 1862 بعيد الفصح[ ؟ ] في كنيسة قريس. كانت تعرف عند اصدقائها وعائلتها بـ«جونس الهرة»، وقيل المثل «متابعة الجونسيس» للإشارة إلى عائلة أبيها. كانت أيضًا تنسب إلى عائلة الرينسيلار والتي تعد أرفع مقامًا من عائلات باترون العريقة. كانت لديها صداقة جميلة مستمرة مدى الحياة مع ابنة اختها رينلاندر مهندسة تنسيق المواقع لبياتركس فراند بريف بوينت في بار هاربور، مين.
ولدت اديث أثناء الحرب الأهلية الأمريكية؛ كانت تبلغ الثالثة من العمر عندما استسلم الجنوب. سافرت عائلتها إلى أوروبا مباشرةً بعد الحرب. زارت عائلة جونس فرنسا وإيطاليا وألمانيا واسبانيا من 1866 إلى 1872. أصبحت إديث طلقة بالفرنسية والألمانية والإيطالية في سفرياتها. عانت من حمى التيفوئيد في سن العاشرة بينما عائلتها كانت في منتجع ببلاك فوريست.
قضت عائلتها الشتاء في نيويورك والصيف في نيوبورت بجزيرة نيوبورت (رود آيلاند) بعد عودتهم إلى الولايات المتحدة في 1872. بينما في أوروبا، قام المعلمين الخصوصيين والمربيات بتعليمها. رفضت معايير الموضة وآداب السلوك المتوقعة من الفتيات الشابات في ذلك الوقت وعزمت على تمكين النساء للزواج وظهورهن في الحفلات والحفلات الراقصة. توقعت بأن هذه المطالبات سطحية وظالمة. أرادت إديث تعليم أكثر من ماتلقته ولذلك فهي قرأت من مكتبة والدها ومن مكتبات أصدقاء والدها. منعتها والدتها من قراءة الروايات حتى تزوجت وقبلت إيدث بذلك الأمر.
بدأت إيدث بكتابة الشعر والقصص منذ صغرها. حاولت بكتابة الرواية في سن الحادية عشر. كانت ترجمة القصيدة الألمانية "Was die Steine Erzählen" («ما قالته الحجار») بقلم هاينيريش كارل بروكش أول منشوراتها والذي كسبها 50$. كانت تبلغ 15 في ذلك الوقت. لم ترغب عائلتها بان يظهر اسمها مطبوعًا في الكتب لان أسماء نساء الطبقة العالية في ذلك الوقت يظهر فقط مطبوعا في الكتب من اجل اعلان ولادة وزواج ووفاة. وبالتالي نشرت القصيدة تحت اسم صديق والدها رالف والدو إمرسون. والذي كان قريب لرالف والدو ايمرسون والذي دعم تعليم النساء. والذي لعب دور مهم في جهود إديث لتعليم نفسها وشجع طموحها للكتابة باحترافية. كتبت سريًا 30,000 كلمة لرواية «السرعة والارتخاء» Fast and Loose في عام 1877 وهي تبلغ 15 من العمر. رتب أبيها في عام 1878 مجموعة من اثنا عشر قصائد أصلية وخمسة مترجمة وأشعار تنشر بشكل خاص. نشرت لها خمس قصائد مجهولة الاسم في آتالنيك مونثلي (مجلة) ومن ثم بمجلة أدبية مؤقرة. وبالرغم من هذه النجاحات المبكرة فلا عائلتها ولا المحيط الاجتماعي قد شجعها وبالرغم من انها استمرت بالكتابة فهي لم تنشر أي شيء مجددًا حتى نشرت قصيدتها «قيوستينياني الأخير» بمجلة سكريبنير في أكتوبر 1889.
خطبت إيدث لهنري ستيفينس في عام 1882 بعد سنتان من التودد. فصلت الخطبة فجأةً في الشهر الذي كان الاثنان مقدمين على الزواج فيه.
عندما بلغت 23 تزوجت ب«إدوارد (تيدي) روبن وارتون»، والذي يكبرها باثني عشر عامًا في عام 1885. فهو من عائلة مستقرة ببوستن وكان رجل رياضي ورجل نبيل من نفس الطبقة الاجتماعية وشاركها حبها للسفر. عانى من اكتئاب حاد في نهاية عام 1880 حتى 1902 مما أدى الزوجين إلى قطع سفرهم الطويل. وفي ذلك الوقت تبين اكتئابه كاضطراب ذو أكثر خطورة بعد ما عاشوا تقريبًا حاصرين أملاكهم في ذا ماونت (منزل إيديث). تبينت حالة زوجها النفسية كحالة مستعص شفاءها في عام 1908. وفي العام نفسه بدأت بعلاقة مورتن فلوتون والذي يعد صحفي بمجلة ذا تايمز، فوجدته شريك مفكر. تطلقت من إدوارد وارتون في عام 1914 بعد مادام الزواج 28 عامًا. وفي الوقت نفسه كانت إديث محاصرة بانتقادات كتاب الطبيعانية[ ؟ ] (مذهب طبيعي في الفن) القاسية.
كتبت وارتون 85 قصص قصيرة على الاقل بالإضافة إلى الروايات. كانت في وقتها أيضًا مصممة حدائق ومصممة داخلية وكانت خبيرة بالموضة. كتبت العديد من كتب التصميم ومن ضمنها أول عمل نشر لها وهو ديكور البيوت (1896) وألفت بمساعدة أوغدن كودمان وأخرى مصورة بسخاء ككتاب الفلل الإيطالية وحدائقها لعام 1904.

### السفريات والعيش في الخارج

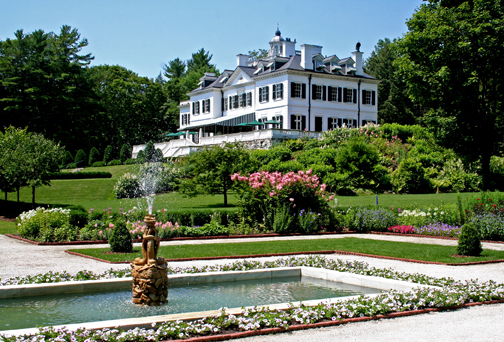
الجبل 2006

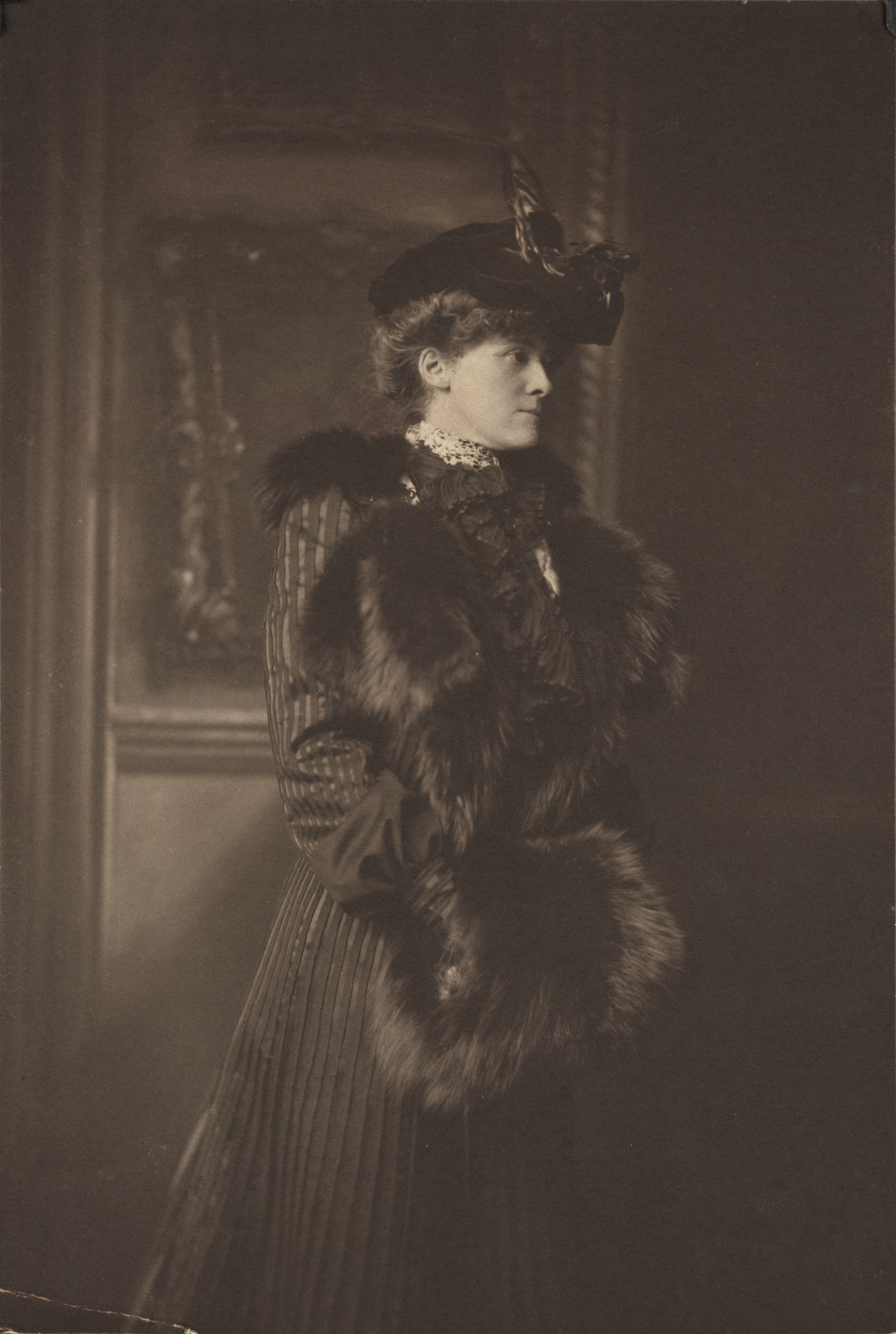
صورة فوتوغرافية لإديث وارتون

قامت وارتون بأول رحلة لها إلى أوروبا في سن الرابعة، عندما انتقل والداها إلى أوروبا لمدة ست سنوات، حيث كان والدها من محبي السفر ويعتقد أنه نقل ذلك إلى ابنته، والدها أحب السفر ويعتقد أنه مر على هذا التجوال لابنته. فقد أرادت عبور المحيط الأطلسي ستين مرة.
كانت وجهتها الأولى في إوروبا إيطاليا وفرنسا وإنجلترا، وذهبت أيضاً إلى المغرب شمال أفريقيا، وكتبت وارتون العديد من الكتب حول سفرياتها، بما في ذلك Italian Backgrounds خلفيات إيطالية، وأيضاً A Motor-Flight through France.
وكذلك زوجها إدوارد وارتون، كان محباً للسفر ولسنوات عديدة، كانوا يقضوا أربعة أشهر على الأقل من كل سنة في الخارج، خاصة في إيطاليا. في عام 1888، سافرت وارتون وزوجها وصديقهم إيجرتون ينثروب في رحلة بحرية من خلال الجزر الإيجية، حيث كلفت الرحلة مبلغ عشرة آلاف دولار، وأستمرت لأربعة أشهر. وخلال هذه الرحلة احتفظت بمجلة السفر، التي أعتقد بانها فقدت ولكن في وقت لاحق نشرت باسم The Cruise of the Vanadis.
في عام 1902، صممت وارتون منزلها الذي سمته The Mount الذي يدل اليوم على مبادئ التصميم عند وارتون، كتبت إديث وارتون العديد من رواياتها هناك، بما في ذلك رواية بيت الفرح (1905)، أولى رواياتها عن حياتها في نيويورك القديمة.
على الرغم من انها أمضت عدة أشهر من كل عام خلال السفر في أنحاء أوروبا ما يقرب من كل عام مع صديقتها، إيجرتون ينثروب (حفيد جون وينثروب)، كان The Mount مقر إقامتها حتى عام 1911.

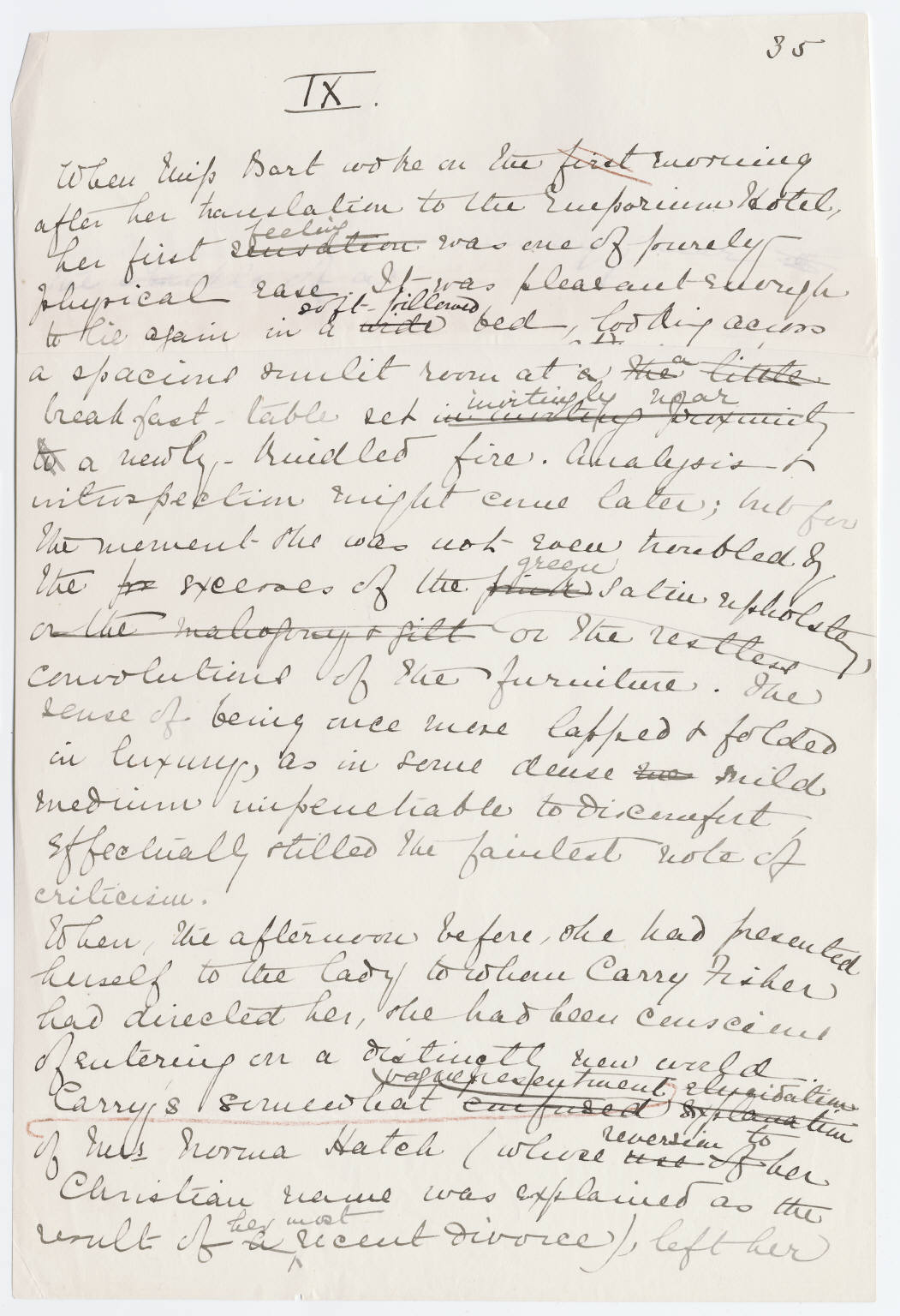
صفحة من السيناريو الأصلي لرواية بيت الفرح، بخط إديث وارتون

عندما تدهور زواجها، قررت الانتقال بشكل دائم إلى فرنسا، وعاشت لأول مرة في «53 شارع دي فارين»، في باريس، في مبنى يعود لجورج واشنطن فاندربيلت الثاني.
عندما كانت وارتون تستعد لقضاء عطلة الصيف أندلعت الحرب العالمية الأولى، ورغم فرار الكثير من السكان من مدينة باريس، إلا ان وارتون قررت البقاء وأنتقلت إلى شقتها في باريس لأربع سنوات، وكانت من المؤيدين المتحمسين للمجهود الحربي الفرنسي.

### سنوات لاحقة

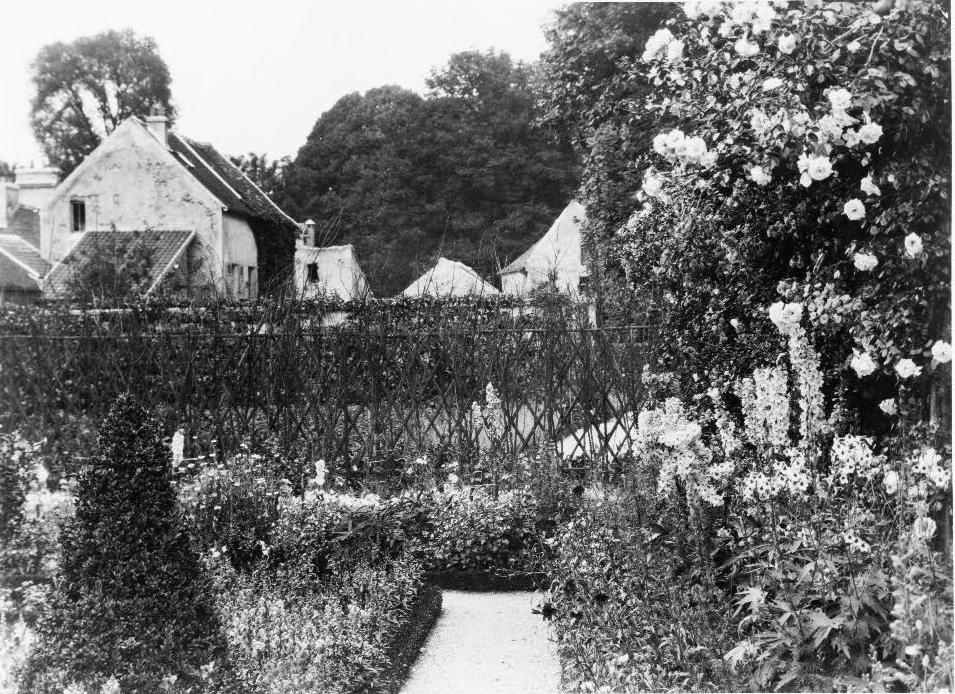
وارتون لو بافيلون كولومب، سانت-برايس-سو فوريه، فرنسا

فازت رواية عصر البراءة (1920) بجائزة بوليتزر للأدب سنة 1921، مما جعل وارتون أول امرأة تفوز بهذه الجائزة.
صوت نقاد الأدب ستيوارت برات شيرمان، وأستاذ الأدب روبرت لوفيت، والروائي هاملين جارلاند لإعطاء الجائزة لسنكلير لويس لهجاء له بعنوان Main Street، لكن المجلس الاستشاري التابع لجامعة كولومبيا، ومن قبل رئيس الجامعة المحافظ نيكولاس موراي باتلر ألغى القرار ومنح الجائزة إلى  عصر البراءة .
كانت وارتون صديقة مقربة من العديد من المثقفين الموهوبين في زمانها منهم هنري جيمس، وسنكلير لويس، وجان كوكتو وأندريه جيد كانوا جميعاً من نزلائها سواءاً في أوقات مختلفة، وأيضاً ثيودور روزفلت، برنار برنسن، وكينيث كلارك كانوا من أصدقائها، ومماكان لافتاً بشكل خاص هو لقائها مع فرنسيس سكوت فيتزجيرالد، الذي وصف من قبل محرري رسائلها بأنه «واحد من أكثر اللقاءات فشلاً في سجلات الأدبية الأمريكية»، تحدثت وارتون الفرنسية والإيطالية، والألمانية بطلاقة، ونشرت لها العديد من الكتب باللغتين الفرنسية والإنجليزية.

### وفاتها
في 1 يونيو 1937، كانت وارتون في منزل أوغدن كودمان الريفي الفرنسي، حيث كانوا في العمل على طبعة منقحة من The Decoration of Houses عندما أصيبت بنوبة قلبية وانهارت. توفيت إديث وارتون في وقت لاحق بسبب سكتة في 11 أغسطس 1937 في منزلها على شارع «دي ممورنسي» في «سانت-برايس-سو-فوريه». توفيت في 05:30. الشارع اليوم يسمى شارع إديث وارتون.

## مهنة الكتابة
أصبحت وارتون كاتبة منتجة مستثناة بالرغم من عدم نشر رواياتها الأولى حتى بلغت سن الأربعين. فقد نشرت الشعر وكتب التصميم والسفر والأدب والنقد الثقافي والمذكرة بالإضافة إلى خمسة عشر من رواياتها وسبعة من الروايات القصيرة وخمسة وثمانين من القصص القصيرة.
بدأت وارتون أولا بتأليف القصص عندما كانت تبلغ السادسة. فقد كانت تتجول في غرفة المعيشة ممسكة بكتاب في حين كانت تقرأ قصتها. كتبت وارتون قصة قصيرة وأعطتها لوالدتها لكي تقرأها فنقدت والدتها القصة لذلك قررت وارتون كتابة الشعر فقط. فقد كان من النادر تلقي الجواب بالرغم من انها كانت تسعى إلى حب ورضى والدتها. كانت علاقتها بوالدتها مضطربة من البداية. كتبت رواية السرعة والارتخاء في عام 1889 وذلك قبل بلوغها الخامسة عشر وكتبت عن المجتمع في شبابها. جاءت مواضيعها الرئيسية من تجاربها مع والديها. فقد كانت جدًا ناقدة لعملها الخاص وقد تكتب تقييم عام لنقده.
كتبت أيضًا عن تجاربها الخاصة في الحياة وكتبت قصيدة عن هينري ستيفيس وهي «كلمة حب بليغة». أرسلت ثلاث قصائد للنشر في عام 1889. فقد ارسلوا لمجلة سكرينرس وهاربرس وسينشري ونشر إدوارد ل. بورلينقيم «جوستينياني الأخير» لمجلة سكرينرس. ولم يحدث ذلك حتى بلغت وارتون 29 وعندها نشرت أول قصة قصيرة لها. حقق كتاب «نظرية ماستي» نجاحاً قليلاً وقد اخذها أكثر من سنة لنشر قصة أخرى. أكملت كتابة «امتلاء الحياة» خلال رحلتها الأوروبية السنوية مع تيدي. دقق بورليقيم هذه القصة ولكن لم تكن وارتون تريد عمل أي تعديلات عليها. تتحدث هذه القصة عن زواجها بالرغم من الآخرين. أرسلت كتاب «أخوات بنر» إلى سكريبرس في عام 1892 ورد بورليتقيم بأنها طويلة جدًا على سكريبرس لنشرها. تبينت هذه القصة بأنها مبنية على تجربة قضتها وهي طفلة. ولم تنشر حتى عام 1916 وكانت من ضمن مجموعة تدعى بالزينقو. كتبت «قد يأتي الخير» و «مصباح الروح» بعد زيارة مع صديقتها بآول بورجيت. تعد «مصباح الروح» قصة هزلية مكتوبة بلفظ ظريف وآسف. فقدت ثقتها بنفسها بعدما رفض بولتيقيم كتاب «شيء بديع» وبدأت بكتابة «رحلة الكتابة» في عام 1894.
كتبت وارتون مسرحية ذو شخصيتان تدعى الرجل العبقريMan of Genius في عام 1901. تتحدث هذه المسرحية عن رجل انجليزي كان بعلاقة مع سكرتيرته. فقد تدربت هذه المسرحية ولكن لم يتم عرضها ابدًا. تشاركت مع ماري تيمبيست لكتابة مسرحية أخرى ولكن اكملوا 4 شخصيات فقط وذلك قبل ان تقرر ماري بانها ليست مهتمة بالمسرحيات التنكرية. تعد ترجمة المسرحية Es Lebe das Leben («متعة العيش») بقلم حرمان سوديرمان من أحد أول جهودها الأدبية (1902). نقدت متعة العيش لتسميتها لأنفي النهاية البطلة ابتلعت سم ولذلك كانت انتاجية برادواي قصيرة المدى ولكن مع ذلك كان الكتاب ناجحاً.
اتصفت العديد من روايات وارتون باستخدام بارع للسخرية الدرامية. أصبحت وارتون أحد نقادها الأذكياء في بعض الأعمال كبيت الفرح وعصر البراءة وذلك بعدما كبرت في مجتمع من الطبقة العالية ومجتمع اواخر القرن التاسع.

### عصر البراءة

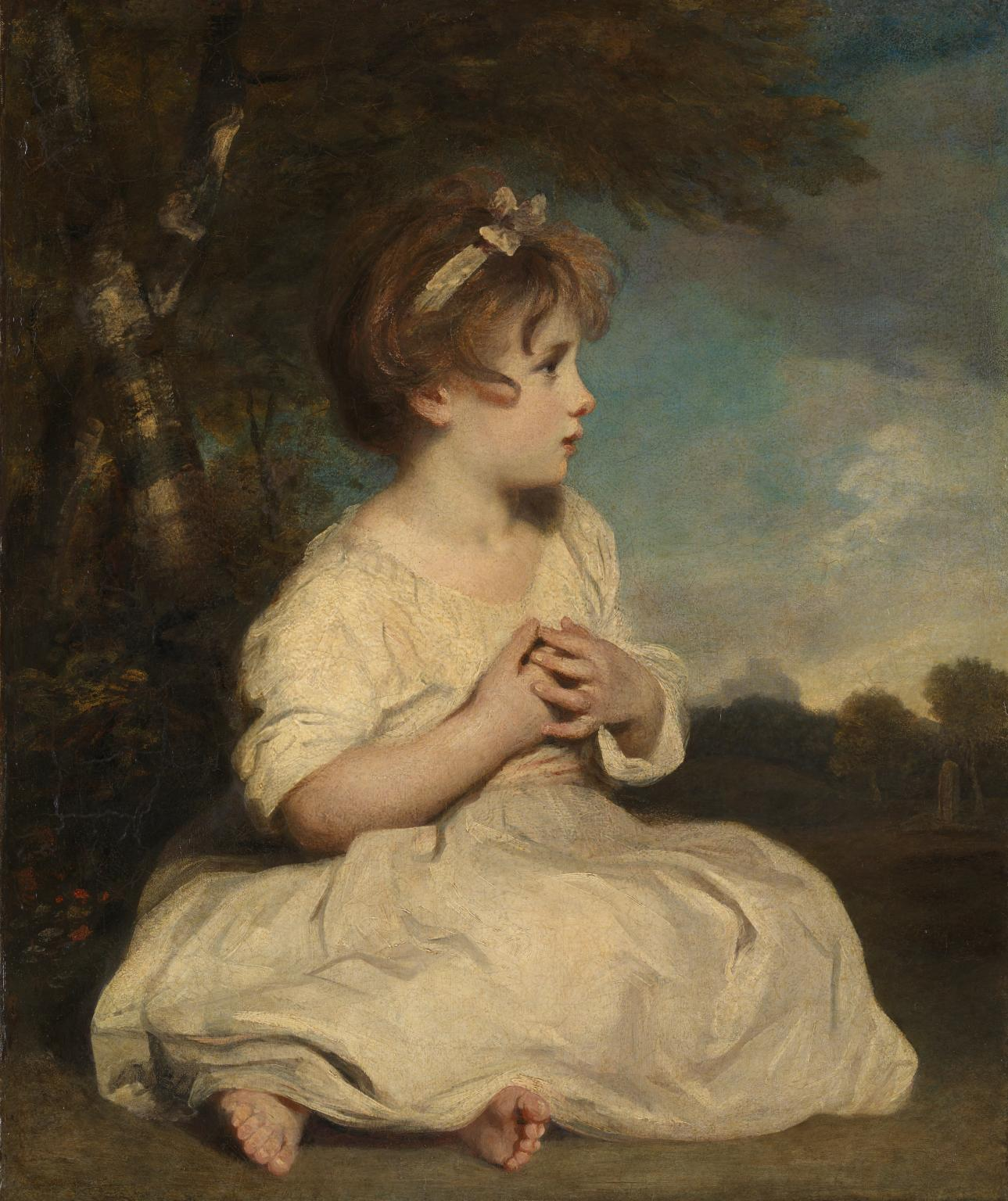
لوحة عصر البراءة عام 1785 بريشة جوشوا رينولدز، يعتقد أنها كانت مصدر عنوان رواية وارتون

كانت رواية عصر البراءة (بالإنجليزية: The Age of Innocence)‏ الرواية الثانية عشرة بقلم إديث وارتون، حيث نشرت في البداية في أربعة أجزاء في مجلة بيكتوريال ريفيو عام 1920، ونشرت لاحقا بشكل كتاب من قبل دار دي أبليتون في نيويورك ولندن. فازت الرواية بجائزة بوليتزر عن فئة الأعمال الخيالية عام 1921 حيث أشاد بها القضاة لأنها «تكشف عن جو الحياة المجتمعي الأمريكي من الداخل»، ما يجعلها أول رواية مكتوبة بقلم امرأة تفوز بجائزة بوليتزر للرواية، وبالتالي فإن وارتون أول امرأة للفوز بالجائزة. وحازت الرواية على لقب أفضل 100 رواية للخمسة والأربعين عاماً الماضية، تناولها المخرج مارتن سكورسيزي في فيلم عصر البراءة عام 1993 قامت ببطولته ميشيل فايفر ودانيال داي لويس.
تحكي الرواية عن قصة زفاف تهدده أخطار غيرة وحسد وجمال خجل ومؤامرات للفوز بقلب امرأة شابة تهوى رجلاً آخر، تحكي الرواية مأساة اجتماعية عاشتها الكاتبة حين أصيبت بانهيار عصبي عام 1913 بسبب زوجها، لكنها عادت بعد طلاقها لاستكشاف ذاتها عبر هذه الرواية، لتقدم بعدها المزيد من الروايات الحافلة بالخيال، وهو ما عكس مدى موهبتها وبراعتها فيه.

### بيت الفرح
بيت الفرح هي رواية وارتون الرابعة، وتصور فيها الطبقة الغنية في مدينة نيويورك في أواخر القرن التاسع عشر. وقد نشرت عام 1908، ولقيت رواجاً شديداً. كما استقبلها النقاد بحماس، أخذ عنوان الرواية من جملة في الإصحاح السابع من سفر الجامعة من الكتاب المقدس تقول: 
| إديث وارتون | قلب الحكماء في بيت النوح وقلب الجهال في بيت الفرح. | إديث وارتون |

 وتعتبر الرواية من النقاط البالغة الأهمية في تاريخ الأدب الأمريكي. بدأت وارتون تنشر أعمالها أثناء ازدهار المدرسة الطبيعية، وعلى الرغم من تجنبها لكتابة الرواية الطبيعية ومن اختلاف أعمالها الكبير عن إنتاج تلك المدرسة، فإن بعض قصصها الباكرة تحمل تأثير الرواية الطبيعية من حيث تكالب قوى المجتمع على الشخصيات لمنعها من التعبير عن أفكارها. ومن الممكن رؤية هذا التأثير في رواية بيت الفرح، إذ يستطيع القارئ أن يعتبر بطلة الرواية ضحية للقدر الذي لا يمكنها مقاومته.

## كتب
| - The Touchstone، سنة 1900 (رواية) - The Valley of Decision، سنة 1902 - Sanctuary، سنة 1903 (رواية) - بيت الفرح (رواية)، سنة 1905 - Madame de Treymes، سنة 1907 (رواية) - ثمرة من شجرة، The Fruit of the Tree، سنة 1907 - إيثان فروم (رواية)، سنة 1911 (رواية) - The Reef، سنة 1912 - عرف الريف (رواية)، سنة 1913 - Bunner Sisters، سنة 1916 (رواية) - الصيف Summer، سنة 1917 - The Marne، سنة 1918 - عصر البراءة (رواية)، سنة 1920 (فازت بجائزة بوليتزر) - لمحات من القمر، The Glimpses of the Moon، سنة 1922 - A Son at the Front، سنة 1923 - نيويورك القديمةOld New York، سنة 1924 (رواية) - The Mother's Recompense، سنة 1925 - Twilight Sleep، سنة 1927 - The Children، سنة 1928 - Hudson River Bracketed، سنة 1929 - The Gods Arrive، سنة 1932 - القراصنة The Buccaneers، سنة 1938 (غير مكتمل) - Fast and Loose: A Novelette، سنة 1938 (كتبت في 1876–1877) - Verses، 1878 - Artemis to Actaeon and Other Verse، سنة 1909 - Twelve Poems، سنة 1926 | - The Greater Inclination، 1899، includes Souls Belated. - Crucial Instances، سنة 1901 - The Descent of Man and Other Stories، سنة 1904 - The Hermit and the Wild Woman and Other Stories، سنة 1908 - Tales of Men and Ghosts، سنة 1910 - Xingu and Other Stories، سنة 1916 - Old New York، سنة 1924 - Here and Beyond، سنة 1926 - Certain People، سنة 1930 - Human Nature، سنة 1933 - The World Over، سنة 1936 - Ghosts، سنة 1937 - Roman Fever and Other Stories، سنة 1964 - "Madame de Treymes and Others: Four Novelettes"، سنة 1970 - "The Ghost Stories of Edith Wharton"، سنة 1973 - "The New York Stories of Edith Wharton"، 2007 - The Decoration of Houses، 1897 - Italian Villas and Their Gardens، سنة 1904 - Italian Backgrounds، سنة 1905 - A Motor-Flight Through France، سنة 1908 (travel) - Fighting France، from Dunkerque to Belfort، سنة 1915 (war) - French Ways and Their Meaning، سنة 1919 - In Morocco، سنة 1920 (travel) - The Writing of Fiction، سنة 1925 (essays on writing) - A Backward Glance، سنة 1934 (autobiography) - Edith Wharton: The Uncollected Critical Writings، Edited by Frederick Wegener، سنة 1996 - Edith Wharton Abroad: Selected Travel Writings، 1888–1920، سنة 1995، Edited by Sarah Bird Wright - The Book of the Homeless، سنة 1916 |

## التكيفات

### سينما
- بيت الفرح وهو فيلم صامت 1918 (من رواية 1905)، من بطولة كاثرين هاريس باريمور بشخصية بارت. ويعتبر فيلم مفقود
- لمحات من القمر The Glimpses Of The Moon، فيلم 1923 صامت (من رواية 1922) من إخراج باراماونت بيكتشرز بواسطة ألان دوان، وبطولة بيبي دانيلز، ديفيد باول وموريس كوستيلو. ويعتبر فيلم مفقود
- The Marriage Playground, فيلم 1929 لمدة 70 دقيقة (من رواية The Children عام 1928) أخرج لباراماونت بيكتشرز بواسطة لوثار منديس.
- عصر البراءة فيلم أنتج في عام 1993 عن رواية عصر البراءة بقلم إديث وارتون، وهو من إنتاج شركة كولومبيا بكشرز وإخراج مارتن سكورسيزي، وبطولة دانيال دي لويس وميشيل فايفر ووينونا رايدر، فاز الفيلم بجائزة الأوسكار لأفضل تصميم ملابس وفازت وينونا رايدر لجائزة بافتا لأفضل ممثلة في دور ثانوي وأيضاً جائزة غولدن غلوب لأفضل ممثل مساعد - فيلم.

### مسرح
- بيت الفرح The House of Mirth تم تكييفها في عام 1906 من قبل إديث وارتون وكلايد فيتش.[47][48]
- عصر البراءة The Age of Innocence تم تكييفها على أنها مسرحية في عام 1928. كاثرين كورنيل لعبت دور إلين اولينسكا.

## وصلات خارجية
- إديث وارتون على موقع IMDb (الإنجليزية)
- إديث وارتون على موقع الموسوعة البريطانية (الإنجليزية)
- إديث وارتون على موقع ألو سيني (الفرنسية)
- إديث وارتون على موقع ميوزك برينز (الإنجليزية)
- إديث وارتون على موقع أول موفي (الإنجليزية)
- إديث وارتون على موقع قاعدة بيانات برودواي على الإنترنت (الإنجليزية)
- إديث وارتون على موقع قاعدة بيانات الأفلام السويدية (السويدية)
- إديث وارتون على موقع إن إن دي بي (الإنجليزية)
- إديث وارتون على موقع ديسكوغز (الإنجليزية)
- إديث وارتون على موقع قاعدة بيانات الفيلم (الإنجليزية)
- إديث وارتون على موقع أوليمبيديا (الإنجليزية)
- مؤلفات إديث وارتون في مشروع غوتنبرغ